# Luisa Rodríguez de Toro y Pérez de Estala
Luisa Rodríguez de Toro y Pérez de Estala (Madrid, 24 de gener de 1827 - 6 de desembre de 1901) va ser una aristòcrata i pintora espanyola.
Va néixer a la vila de Madrid el 24 de gener de 1827, filla dels comtes de Villares.
Va ser deixebla de Carlos Ribera. Participà en la primera Exposició Nacional de Belles Arts celebrada a Madrid el 1856, en la qual va presentar un quadre a l'oli anomenat La Reina Isabel la Catòlica donant una lliçó amb Beatriz Galindo, coneguda com La Latina, que la va fer merèixer una menció honorífica, i que actualment es desconeix la seva ubicació. Tornà a obtenir la mateixa distinció a l'Exposició de 1860 amb l'obra Boabdil tornant del seu empresonament.
En l'àmbit personal, va casar-se el 27 de juny de 1867 amb el militar i tercer comte de Mirasol, Luis de Arístegui y Doz, de qui més tard va enviudar. Com a vídua d'un coronel de l'exèrcit va rebre una pensió estatal. Va morir a Madrid el 6 de desembre de 1901.